# Nationalliga A (Eishockey) 1975/76
Die Saison 1975/76 war die 38. reguläre Austragung der Nationalliga A, der höchsten Schweizer Spielklasse im Eishockey. Zum ersten Mal in seiner Vereinsgeschichte überhaupt wurde der SC Langnau Schweizer Meister, während der HC Villars in die NLB abstieg. 

## Modus
In einer gemeinsamen Hauptrunde spielte jede der acht Mannschaften in vier Spielen gegen jeden Gruppengegner, wodurch die Gesamtanzahl der Spiele pro Mannschaft 28 betrug. Der Erstplatzierte der Hauptrunde wurde Meister. Der Letztplatzierte der Hauptrunde stieg in die NLB ab. Für einen Sieg erhielt jede Mannschaft zwei Punkte, bei einem Unentschieden einen Punkt. Bei einer Niederlage erhielt man keine Punkte.

## Hauptrunde

### Abschlusstabelle
| Pl. | Team                 | Sp. | S  | U | N  | Tore    | Pkt. |
| --- | -------------------- | --- | -- | - | -- | ------- | ---- |
| 1.  | SC Langnau           | 28  | 18 | 3 | 7  | 132:85  | 39   |
| 2.  | EHC Biel             | 28  | 18 | 0 | 10 | 146:118 | 36   |
| 3.  | SC Bern              | 28  | 16 | 3 | 9  | 158:92  | 35   |
| 4.  | HC La Chaux-de-Fonds | 28  | 15 | 2 | 11 | 139:122 | 32   |
| 5.  | HC Sierre            | 28  | 11 | 3 | 14 | 121:137 | 25   |
| 6.  | HC Ambrì-Piotta      | 28  | 10 | 3 | 15 | 90:119  | 23   |
| 7.  | EHC Kloten           | 28  | 11 | 1 | 16 | 110:152 | 23   |
| 8.  | HC Villars           | 28  | 5  | 1 | 22 | 74:145  | 11   |